# Christian Bek
Jens Christian Carl Volmer Bek (født 29. juli 1905 i Mogenstrup i Sevel sogn (dengang i Ringkøbing amt), konfirmeret i samme sogn i 1919, død 25. juni 1981 i Farum) var lærer og forstander på drengehjemmet Godhavn i Tisvilde (1950-1975).
Forældrene var købmandsfolk i Mogenstrup, Jens Bek f. 1873 i Sevel sogn og Ane Marie Madsen f. 1868 i det nærliggende sogn Ejsing.  Parret fik i 1907 yderligere sønnen Magnus. Faren var ved sin død i 1948 i Mogenstrup forhenværende gårdmand, aldersrentenyder, og enkemand.
Behandlingen af drengene på Godhavn, som forstander Bek havde ansvaret for, var ulovlig på flere måder. Myndighederne så gennem fingre med misbruget, netop fordi det var anbragte børnehjemsbørn. Forældre anmeldte Bek for vold, men han blev frifundet. Overgrebene på drengehjemmet Godhavn blev først dokumenteret 2011 i »Godhavnsrapporten« skrevet af historikeren Maria Rytter.
Filmen og TV 2s tv-serie Der kommer en dag er baseret på virkelige hændelser på drengehjemmet Godhavn i 1960'erne. Lars Mikkelsen spiller rollen som forstander Frederik Heck.